# Monsta Island Czars
Monsta Island Czars – amerykańska grupa muzyczna wykonująca muzykę hip-hopową, założona w 1997 w Nowym Jorku.
Nazwa grupy nawiązuje do Wyspy Potworów występującej w filmach z Godzillą, zaś jej członkowie grupy w jej ramach noszą swoje pseudonimy od imion potworów z filmów kaijū, głównie z filmów Tōhō.

## Historia
Pierwszy pełny album Escape from Monsta Island! został wydany w 2003 roku przez Metal Face Records. Większość utworów Monsta Island Czars była produkowana przez X-Raya (alias King Cesar) i MF Dooma (alias King Geedorah).
Krążyły plotki, że pozostali członkowie Monsta Island Czars. mieli wydać nowy album zatytułowany Return To Monsta Island w 2007 roku, ale zdementował to X-Ray w wywiadzie dla serwisu ...Sardless Reviews.
Od wydania Escape from Monsta Island oraz rzekomemu rozpadu, MF Grimm i raper Poison Pen z grupy Stronhold współpracowali przy albumie Stronghold: the Mixtape, Vol. 2 pod wspólnym pseudonimem Strong Monstas (współpraca członkó wgrupy Stronghold i MIC). We wstępie do piosenki Grimm wymienia siebie, Poison Pena i Breeza Evahflowina ze Stronghold i Doca Morreau jako członków Strong Monstas.

## Dyskografia

### Albumy
- The Next 1,000 Years (niewydany, 2001)
- Escape from Monsta Island! (2003)

### Single
- Run the Sphere 12" (2000)
- Escape / MIC Line 12" (2002)
- The Come Upe 12'' (2014)

### Solowe albumy
- Operation: Doomsday (MF Doom, 1999)
- Monster Mixes, Vol. 1 (X-Ray, 2002)
- The Downfall of Ibliys: A Ghetto Opera (MF Grimm, 2002)
- Take Me to Your Leader (King Geedorah, 2003)
- Monsta Mixes, Vol. 2 (X-Ray, 2003)
- Theophany: the Book of Elevations (Rodan, 2004)
- A Penny for Your Thoughts (Megalon, 2004)
- Scars and Memories (MF Grimm, 2005)
- Soundclash #1: MeccaGodZilla vs. 007 (MeccaGodZilla, 2005)
- American Hunger (MF Grimm, 2006)
- The Manhattanites (MF MEZ & King Orga, 2007)
- Tha Floods (Bashton, 2007)
- 2 Much Aint Enuff (Gabarah, 2007)
- Artz & Craftz (Kamackeris, 2007)
- They Robot III: Robots of Dawn (2007)
- American Monsta (RAVAGE the MeccaGodZilla, 2008)
- Shackles Off (Kong, 2008)
- Tha Nickel Bag (Megalon & Raylong, 2008)
- Overqualified (Gabarah, 2008)
- Erroars (RAVAGE the MeccaGodZilla, 2008)
- Late Nites & Early Mournings EP (Gabarah, 2009)

Źródło: